# Фенербахче (маяк)
Маяк Фенербахче (тур. Fenerbahçe Feneri) — історичний маяк, який все ще використовується і розташований на північному узбережжі Мармурового моря в кварталі Фенербахче району Кадикьой у Стамбулі (Туреччина).

## Історія
В історичних документах згадується, що мис, на якому розташовується нинішній маяк, часто заважав судноплавству. В 1562 році султан Сулейман I видав указ, в якому наказав встановити маяк на скелях біля мису Каламиш, як тоді називалося це місце.

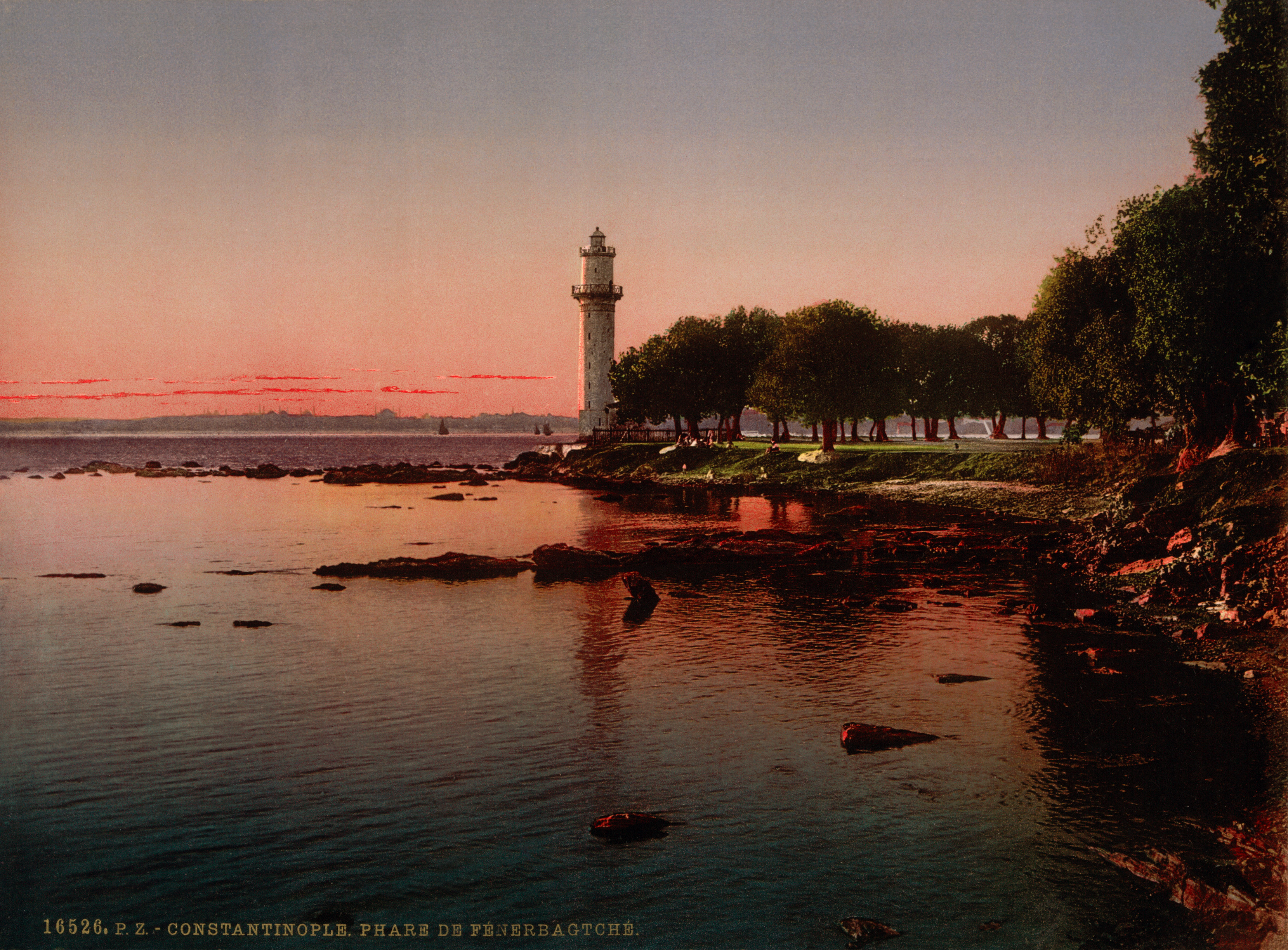
Маяк Фенербахче в кінці XIX століття

Нинішній маяк, побудований у 1857 році, стоїть на мисі Фенербахче, неподалік від східного боку входу в протоку Босфор. Квартал Фенербахче отримав свою назву через цей маяк (що буквально перекладається: фенер — «маяк» та бахче — «сад»). Він розташований приблизно в 1,5 км на південь від Кадикьоя у громадському парку. Вежа заввишки 20 метрів циліндричної форми має дві галереї. Маяк пофарбовано у білий колір. До нього прибудовано кам'яний одноповерховий сторожовий будинок.
Спочатку маяк світив за рахунок гасу, але пізніше джерело світла було замінене на систему Далена з використанням карбіду (газу ацетилен). На початок ХХІ сторіччя працює на електриці. Ліхтар маяка має джерело світла потужністю 1000 Вт. Світло блимає двічі у групі білого кольору через катадіоптричну відбивну систему з циліндричною лінзою, яка має фокусну довжину 500 мм що 12 секунд тривалістю 1,5 секунди, і видно за 24 км. Наутофон маяка звучить що 60 секунд в умовах туману.
Маяк Фенербахче числиться в списку маяків Туреччини під кодом «TUR-021» і має радіосигнал TC2FLH. Він експлуатується і обслуговується Управлінням берегової безпеки (тур. Kıyı Emniyeti Genel Müdürlüğü) Міністерства транспорту та зв'язку Туреччини.
Маяк і його будинок доглядача перебувають під охороною держави як об'єкт національної спадщини. Він відкритий для публіки, проте сама вежа закрита.